# Mathias Delorge
Mathias Delorge, né le 31 juillet 2004 à Saint-Trond en Belgique, est un footballeur belge qui joue au poste de milieu de terrain à La Gantoise.

## Biographie

### En club
Né à Saint-Trond en Belgique, Mathias Delorge est formé par le club local du Saint-Trond VV. Il intègre pour la première fois l'équipe première en décembre 2020, où il se fait remarquer en marquant un but lors d'un match d'entraînement.
Il joue son premier match en professionnel lors d'une rencontre de championnat face au Standard de Liège, le 10 avril 2022. Il entre en jeu et son équipe s'impose par trois buts à zéro.
Le 31 janvier 2023, lors du dernier jour du mercato hivernal, Mathias Delorge est prêté au Lierse Kempenzonen jusqu'à la fin de la saison.
De retour à Saint-Trond à l'été 2023, Delorge marque son premier but en équipe première le 20 août 2023, à l'occasion d'une rencontre de championnat face au KAA La Gantoise. Titulaire, il sert Aboubakary Koita sur l'ouverture du score avant de doubler la mise quelques minutes plus tard mais son équipe se fait finalement rejoindre (2-2 score final),.
Suivi notamment par le Stade brestois 29, Mathias Delorge prend finalement la direction du KAA La Gantoise, signant avec les Buffalos le 23 juillet 2024, pour un contrat de quatre ans, soit jusqu'en juin 2028.

### En sélections nationales
Mathias Delorge joue son premier match avec l'équipe de Belgique des moins de 20 ans le 10 novembre 2023, lors d'un match amical perdu face à la France (0-1 score final),.

## Statistiques

### En club
| Saison                | Club                      | Championnat           | Championnat | Championnat | Championnat | Coupe(s) nationale(s) | Coupe(s) nationale(s) | Coupe(s) nationale(s) | Compétition(s) continentale(s) | Compétition(s) continentale(s) | Compétition(s) continentale(s) | Compétition(s) continentale(s) | Autres compétitions | Autres compétitions | Autres compétitions | Autres compétitions | Total | Total | Total |
| Saison                | Club                      | Division              | M.          | B.          | P.d.        | M.                    | B.                    | P.d.                  | Comp.                          | M.                             | B.                             | P.d.                           | Comp.               | M.                  | B.                  | P.d.                | M.    | B.    | P.d.  |
| 2021-2022             | Saint-Trond VV            | Division 1A           | 1           | 0           | 0           | -                     | -                     | -                     | -                              | -                              | -                              | -                              | -                   | -                   | -                   | -                   | 1     | 0     | 0     |
| 2023-2024             | Saint-Trond VV            | Division 1A           | 30          | 1           | 3           | -                     | -                     | -                     | -                              | -                              | -                              | -                              | PO2                 | 10                  | 0                   | 2                   | 40    | 1     | 5     |
| Sous-total            | Sous-total                | Sous-total            | 31          | 1           | 3           | -                     | -                     | -                     | -                              | -                              | -                              | -                              | -                   | 10                  | 0                   | 2                   | 41    | 1     | 5     |
| 2022-2023             | Lierse Kempenzonen (prêt) | Division 1B           | 0           | 0           | 0           | -                     | -                     | -                     | -                              | -                              | -                              | -                              | PO                  | 10                  | 1                   | 0                   | 10    | 1     | 0     |
| 2024-2025             | KAA La Gantoise           | Division 1A           | 28          | 1           | 3           | 2                     | 0                     | 2                     | C4                             | 14                             | 1                              | 0                              | PO1                 | 10                  | 0                   | 0                   | 54    | 2     | 5     |
| 2025-2026             | KAA La Gantoise           | Division 1A           | 3           | 0           | 0           | -                     | -                     | -                     | -                              | -                              | -                              | -                              | -                   | -                   | -                   | -                   | 3     | 0     | 0     |
| Sous-total            | Sous-total                | Sous-total            | 31          | 1           | 3           | 2                     | 0                     | 2                     | -                              | 14                             | 1                              | 0                              | -                   | 10                  | 0                   | 0                   | 57    | 2     | 5     |
| Total sur la carrière | Total sur la carrière     | Total sur la carrière | 62          | 2           | 6           | 2                     | 0                     | 2                     | -                              | 14                             | 1                              | 0                              | -                   | 31                  | 1                   | 2                   | 109   | 4     | 10    |

## Vie privée
Mathias Delorge est le fils de Peter Delorge, ancien footballeur professionnel et joueur emblématique du Saint-Trond VV.